# Esclagne
Esclagne (auf Okzitanisch Esclanha) ist eine französische Gemeinde mit 121 Einwohnern (Stand 1. Januar 2022) im Département Ariège in der Region Okzitanien. Sie gehört zum Kanton Mirepoix und zum Arrondissement Pamiers.
Nachbargemeinden sind Tabre im Norden, Laroque-d’Olmes im Südosten, Sautel im Südwesten und Pradettes im Westen.

## Bevölkerungsentwicklung
| Jahr                       | 1962 | 1968 | 1975 | 1982 | 1990 | 1999 | 2008 | 2016 |
| -------------------------- | ---- | ---- | ---- | ---- | ---- | ---- | ---- | ---- |
| Einwohner                  | 74   | 77   | 70   | 116  | 155  | 142  | 111  | 144  |
| Quellen: Cassini und INSEE |      |      |      |      |      |      |      |      |